# Cordylidae
Famille
Synonymes
- Cordylinae Mertens, 1937
- Platysaurinae Stanley, Bauer, Jackman, Branch & Le Fras Nortier Mouton, 2011

Les Cordylidae sont une famille de sauriens. Elle a été créée par Robert Mertens en 1937.

## Répartition
Les espèces de cette famille se rencontrent en Afrique subsaharienne.

## Description
Ce sont des lézards de taille plutôt faible (de 5 à 7 centimètres sans la queue en général) mais certaines espèces peuvent atteindre une vingtaine de centimètres. Ils ont des écailles très développées, et mènent une vie terrestre dans des milieux plutôt arides, où ils se cachent dans des crevasses et terriers (que certaines espèces creusent elles-mêmes). 
Ce sont des insectivores qui consomment la plupart des insectes et autres invertébrés de taille adaptée, et certaines espèces consomment également des végétaux. 
Ce sont tous des vivipares excepté le genre Platysaurus dont les espèces sont ovipares.
Le genre Chamaesaura comprend des espèces ayant des membres très peu développés, leur donnant un aspect proche des serpents.

## Liste des genres
Selon The Reptile Database (29 juin 2012) :
- Chamaesaura Schneider 1801
- Cordylus Laurenti, 1768
- Hemicordylus Smith, 1838
- Karusasaurus Stanley, Bauer, Jackman, Branch & Le Fras Nortier Mouton, 2011
- Namazonurus Stanley, Bauer, Jackman, Branch & Le Fras Nortier Mouton, 2011
- Ninurta Stanley, Bauer, Jackman, Branch & Le Fras Nortier Mouton, 2011
- Ouroborus Stanley, Bauer, Jackman, Branch & Le Fras Nortier Mouton, 2011
- Platysaurus Smith, 1844
- Pseudocordylus Smith, 1838
- Smaug Stanley, Bauer, Jackman, Branch & Le Fras Nortier Mouton, 2011

## Publications originales
- Mertens, 1937 : Reptilien und Amphibien aus dem südlichen Inner-Afrika. Abhandlungen der Senckenbergischen Naturforschenden Gesellschaft, Frankfurt,  vol. 435, p. 1–23.
- Stanley, Bauer, Jackman, Branch & Le Fras Nortier Mouton, 2011 : Between a rock and a hard polytomy: Rapid radiation in the rupicolous girdled lizards (Squamata: Cordylidae). Molecular Phylogenetics and Evolution, vol. 58, no 1,  p. 53–70 (texte intégral).